# Moní (Chypre)
Pour les articles homonymes, voir Moni (homonymie).
Moní (grec moderne : Μονή) est un village chypriote situé dans le district de Limassol sur la côte sud de l'île.